# Däulet Turlychanov
Däulet Bolatuly Turlychanov (kazakiska: Дәулет Болатұлы Тұрлыханов, ryska: Даулет Болатович Турлыханов: Daulet Bolativitj Turlychanov), född den 18 november 1963 i Georgijevka i Kazakiska SSR i Sovjetunionen (nu Qalbatau i Kazakstan), är en före detta sovjetisk och kazakisk brottare som, bland annat, tog OS-silver i welterviktsbrottning i den grekisk-romerska klassen 1988 i Seoul och OS-brons i mellanviktsbrottning i den grekisk-romerska klassen 1992 i Barcelona. 